# Jay Pharoah

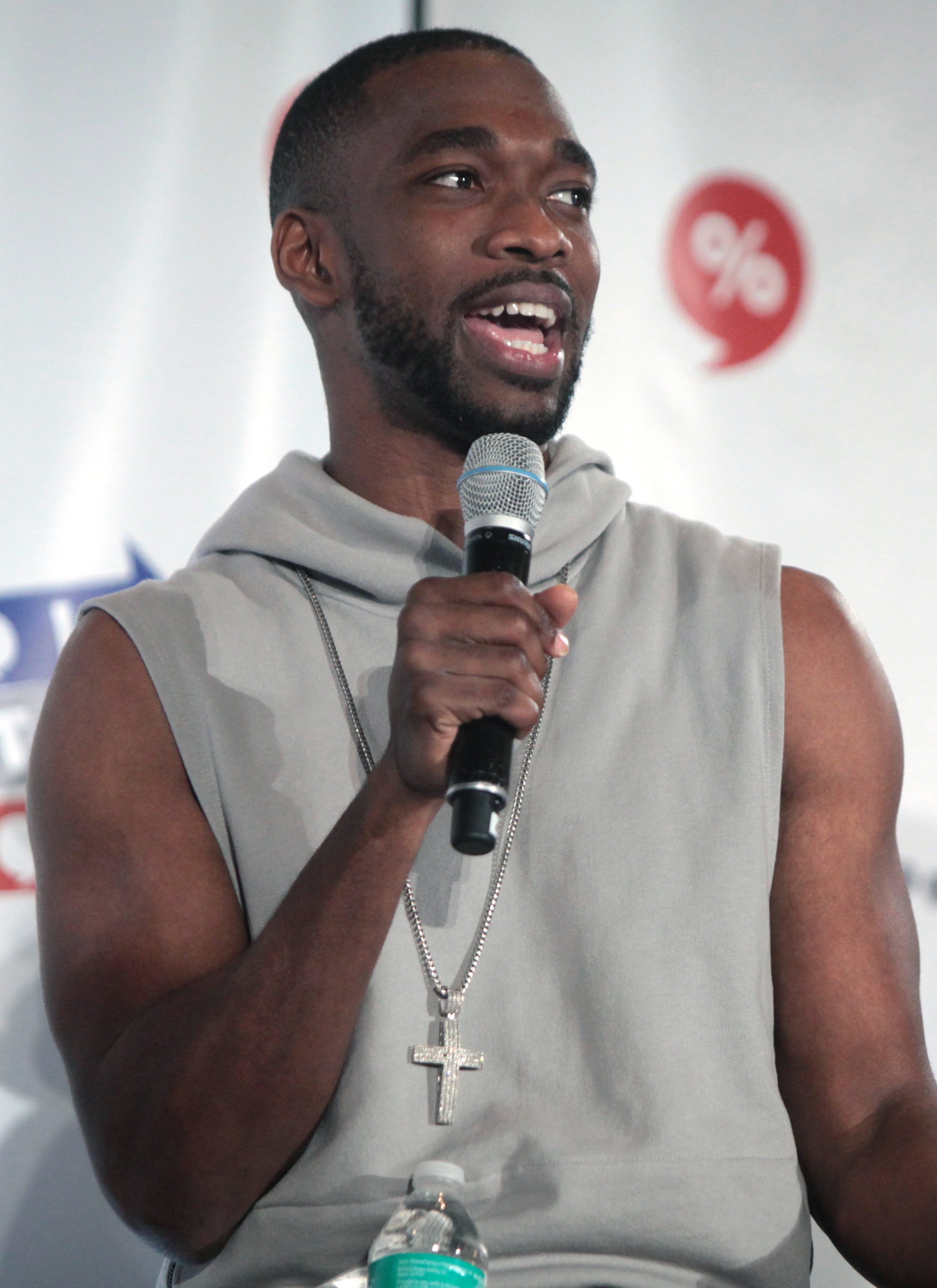
Jay Pharoah 2016.

Jay Pharoah, artistnamn för Jared Antonio Farrow född 14 oktober 1987 i Chesapeake i Virginia, är en amerikansk skådespelare och komiker främst känd från Saturday Night Live.
Pharoah var medlem av skådespelarensemblen i Saturday Night Live mellan 2010 och 2016. Där blev han uppmärksammad för sina imitationer av bland annat Kanye West, Will Smith och Barack Obama. Han har även haft roller i långfilmer som Lola Versus (2012) och Ride Along (2014).